# Пуста (река)
Пуста (серб. Пуста) — река в Сербии, один из основных левобережных притоков Южной Моравы, протекает по территории Прокупле в Топличском округе, Бойнике и Лесковаца в Ябланичском округе и Долеваца в Нишавском округе на юго-востоке страны.
Длина реки составляет 71 км. Площадь водосборного бассейна — 590 км².
Пуста берёт своё начало на склонах горы Соколовац в массиве Радан Сербского нагорья. В верхней половине течёт преимущественно на запад, потом поворачивает на север, в низовье смещается на северо-восток. Впадает в Южную Мораву около Долеваца на высоте примерно 190 м над уровнем моря.
Осенне-зимнее половодье приводит к существенному повышению уровню воды в реке. Пуста не судоходна.